# Dorfkirche Elsebeck

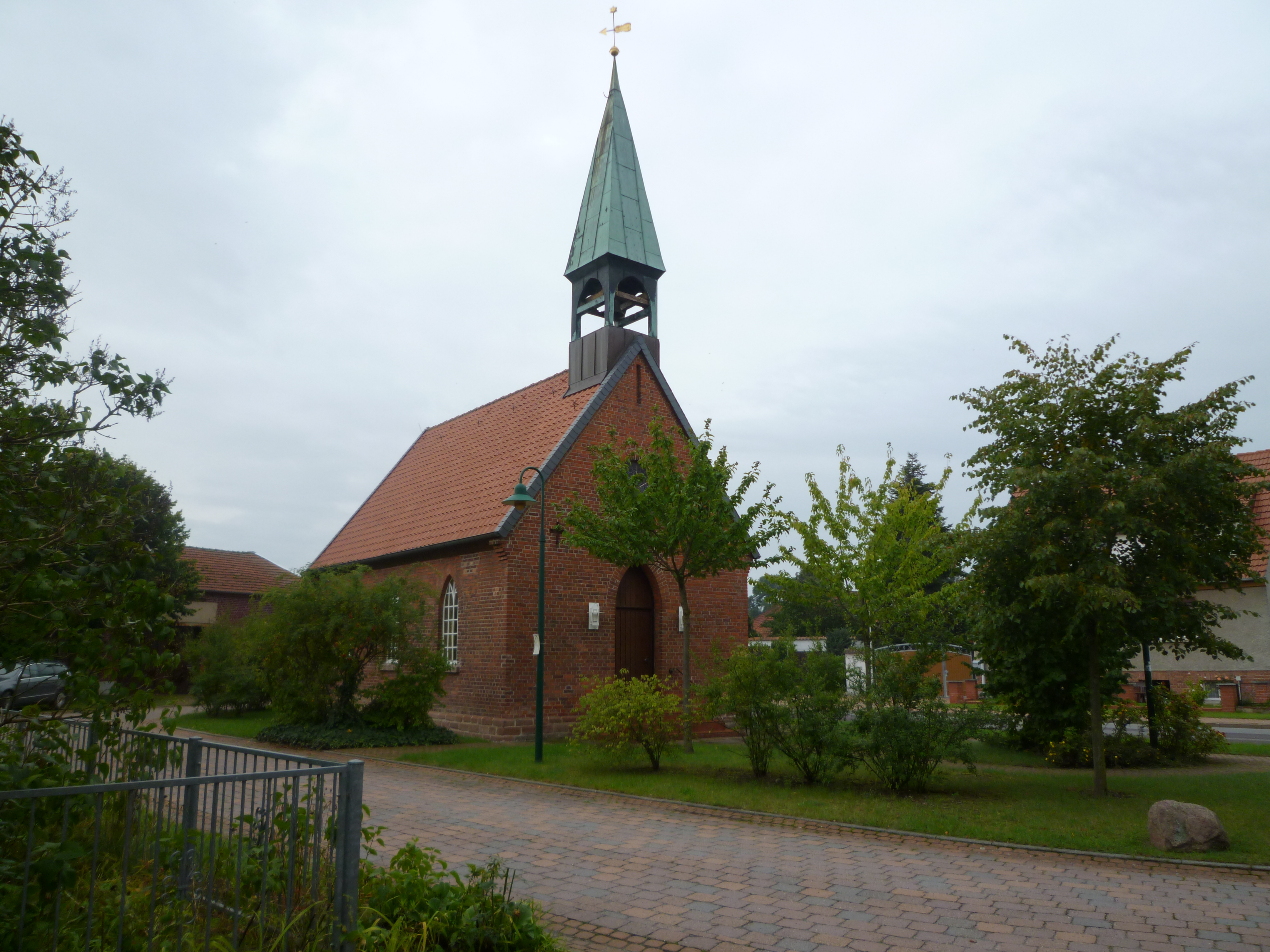
Dorfkirche in Elsebeck

Die Dorfkirche Elsebeck  ist eine evangelische Kirche im Calvörder Ortsteil Elsebeck. Sie gehört zur Evangelisch-lutherischen Landeskirche in Braunschweig und zum Kirchspiel Calvörde. Das Gebäude ist denkmalgeschützt.

## Architektur und Geschichte
Die Kirche wurde im Jahr 1886 inmitten des Orts errichtet. Sie ist ein dreiachsiger Ziegelbau über Haussteinsockel. Der Innenraum hat eine rechteckige Form mit unmittelbar anschließender, stark eingezogener Polygonalapsis. Der Dachreiter befindet sich auf der nordwestlichen, als Schau- und Eingangsseite akzentuierten Giebelwand. Der Ort gehört seit 1594 zum Kirchspiel Calvörde. Einmal wöchentlich wird ein Gottesdienst abgehalten.